# Роберт Геббельс
Роберт Геббельс (люксемб. Robert Goebbels; нар. 3 квітня 1944, місто Люксембург,  Люксембург) — люксембурзький політик, депутат Європейського парламенту від Люксембурзької соціалістичної робітничої партії (з 1999 року).

## Життєпис
Здобувши освіту журналіста, з 1972 до 1974 року він очолював національну асоціацію журналістів. У 1970–1985 роках він займав пост генерального секретаря Люксембурзької соціалістичної робочої партії. Протягом 1976–1984 і 1999–2004 років він був членом Люксембурзької міської ради. У 1984 році він був вперше обраний у Палату депутатів, на виборах обирався до неї до 2004 року. З 1984 до 1999 року він обіймав посаду державного секретаря з закордонних справ та бізнесу, також посаду міністра економіки, транспорту та комунальних послуг, а 1994 року він став міністром з громадських робіт та енергетики.
У 1999, 2004 і 2009 роках він ставав депутатом Європейського парламенту за списками ЛСРП. Під час VII каденції приєднався до фракції Прогресивний альянс соціалістів і демократів і Комітету з промисловості, досліджень та енергетики.